# Sorex daphaenodon
Sorex daphaenodon är en däggdjursart som beskrevs av Thomas 1907. Sorex daphaenodon ingår i släktet Sorex och familjen näbbmöss. IUCN kategoriserar arten globalt som livskraftig.
Denna näbbmus förekommer i ryska Sibirien, Kazakstan, Mongoliet och norra Kina. Habitatet utgörs främst av fuktiga blandskogar. Arten hittas även i trädgrupper med björkar i fuktiga stäpper.
Individerna äter olika ryggradslösa djur som daggmaskar, insekter och spindeldjur. Fortplantningstiden sträcker sig från maj/juni till sen augusti. Under tiden kan honor ha tre eller fyra kullar med 4 till 9 ungar per kull. Sorex daphaenodon kan vara aktiv på dagen och på natten och den jagas av olika rovfåglar och rovdjur. Vissa individer lever 14 eller sällan 16 månader. Arten delar sitt utbredningsområde med olika andra näbbmöss.

## Underarter
Arten delas in i följande underarter:
- S. d. daphaenodon
- S. d. sanguinidens
- S. d. scaloni